# ロバート・ザラテ
- ロバート・サラテ

ロバート・アレキサンダー・ザラテ・ラデラ（Robert Alexander Zarate Ladera, 1987年2月1日 - ）は、ベネズエラのカラボボ州バレンシア出身のプロ野球選手（投手）。現在は、フリーエージェント（FA）。

## 経歴

### プロ入り前
野球を始めたのは16歳の時で、それまではサーフィンをやっていた。

### プロ入りとブルージェイズ傘下時代
2005年に、ウデ・セーザー・スメタ高校からトロント・ブルージェイズに入団。
2009年までは主にルーキーリーグで過ごした。

### ダイヤモンドペガサス時代
2010年8月に来日し、ベースボール・チャレンジ・リーグ（BCリーグ）の群馬ダイヤモンドペガサスに入団。13試合に登板し、20回2/3を投げて1勝2敗、被安打12・19奪三振・5四死球・防御率0.87の成績を残した。

### 阪神タイガース時代
2010年オフ、リリーフ投手の強化を目指していた阪神が獲得に向け入団交渉を行い、10月29日に育成選手契約を結んだ。この時の背番号は「116」であった。
2011年は、2月のキャンプ中に左上腕二頭筋の軽度挫傷を負ったため、実戦登板は5月にずれ込んだ。7月頃には支配下選手登録内定という報道も出たが、結果的には見送られた。同年は、二軍のウエスタン・リーグで11試合に登板し、0勝0敗、防御率3.00であった。11月1日に育成選手契約を延長した。
2012年シーズンは、7月24日までにウエスタン・リーグで中継ぎ投手として21試合に登板し、23回を投げて防御率0.00（失点1・自責点0）と好成績を残した。この活躍もあって、7月24日、同じく育成選手の玉置隆と共に支配下選手登録された。背番号は「95」に決定し、阪神でこの背番号を着ける初めての現役選手となった。支配下登録から約2週間後の8月5日に安藤優也との入れ替わりで一軍登録され、同日の対広島東洋カープ戦（MAZDA Zoom-Zoom スタジアム広島）で、7回裏より2番手でプロ初登板。速球は154 km/hを記録したものの、四球や自身の失策も絡んで3失点（自責点2）を喫した。
2013年は抑えであった藤川球児がシカゴ・カブスへ移籍したため、新守護神候補として期待されていたが、前年10月に左肩肩峰下滑液包炎を発症。1月末の時点でキャッチボールを行うことができないなど、回復が予想以上に遅れた。5月30日にようやく中日ドラゴンズとの二軍戦で復帰。7月26日にブレイン・ボイヤーと入れ替わりで一軍昇格すると、同日の対横浜DeNAベイスターズ戦で復帰後初の一軍登板を果たし、1回を無失点に抑えたが、翌日の試合では2/3回を1安打2四球で1失点と乱れ、わずか2日で二軍降格となった。その後、今後の出場予定がなくなったため、シーズン中の9月5日に帰国した。12月2日に自由契約公示された。

### ダイヤモンドペガサス復帰
2014年4月26日に群馬への復帰が発表された。

### レイズ傘下時代
2015年1月21日にタンパベイ・レイズとマイナー契約を結んだ。2月1日にAA級モンゴメリー・ビスケッツに配属されたが4月6日に故障者リストに入った。6月8日にA+級シャーロット・ストーンクラブズに配属され1試合1回登板し、6月11日にAAA級ダーラム・ブルズに昇格した。11月6日にFAとなった。

### パイレーツ傘下時代
2015年12月7日、ピッツバーグ・パイレーツとマイナー契約を結び、2016年のスプリングトレーニングに招待選手として参加することになった。2016年6月13日に自由契約となった。
2017年は無所属。10月からは母国ベネズエラのウィンターリーグ（LVBP）でプレーした。

### インディアンス傘下時代
2018年1月4日にクリーブランド・インディアンスとマイナー契約を結び、スプリングトレーニングに招待選手として参加することになった。開幕後はAAA級コロンバス・クリッパーズに配属され、29試合登板、3勝1敗1セーブ、防御率3.30の成績を残していたが、7月20日に自由契約となった。

### メキシカンリーグ時代
2018年7月27日にメキシカンリーグのティフアナ・ブルズと契約した。8月16日にユカタン・ライオンズにトレード移籍した。シーズン終了後に退団した。
その後はベネズエラのウィンターリーグでプレーを続けている。

## プレースタイル
191 cmの長身から最速154 km/hの速球を繰り出すほか、スライダーやフォークボール、チェンジアップなども投げる。その一方で、制球力に課題がある。球の速い左腕という共通点から、BCリーグ時代はアロルディス・チャップマンと比較され「群馬のチャプマン」と呼ばれた。

## 詳細情報

### 年度別投手成績
| 年 度     | 球 団     | 登 板 | 先 発 | 完 投 | 完 封 | 無 四 球 | 勝 利 | 敗 戦 | セ 丨 ブ | ホ 丨 ル ド | 勝 率 | 打 者 | 投 球 回 | 被 安 打 | 被 本 塁 打 | 与 四 球 | 敬 遠 | 与 死 球 | 奪 三 振 | 暴 投 | ボ 丨 ク | 失 点 | 自 責 点 | 防 御 率 | W H I P |
| --------- | --------- | ----- | ----- | ----- | ----- | -------- | ----- | ----- | -------- | ----------- | ----- | ----- | -------- | -------- | ----------- | -------- | ----- | -------- | -------- | ----- | -------- | ----- | -------- | -------- | ------- |
| 2012      | 阪神      | 2     | 0     | 0     | 0     | 0        | 0     | 0     | 0        | 0           | ----  | 12    | 2.0      | 4        | 0           | 1        | 0     | 0        | 2        | 0     | 2        | 3     | 2        | 9.00     | 2.50    |
| 2013      | 阪神      | 2     | 0     | 0     | 0     | 0        | 0     | 0     | 0        | 0           | ----  | 9     | 1.2      | 2        | 0           | 2        | 0     | 0        | 1        | 0     | 1        | 1     | 1        | 5.40     | 2.40    |
| 通算：2年 | 通算：2年 | 4     | 0     | 0     | 0     | 0        | 0     | 0     | 0        | 0           | ----  | 21    | 3.2      | 6        | 0           | 3        | 0     | 0        | 3        | 0     | 3        | 4     | 3        | 7.36     | 2.45    |

- 2013年度シーズン終了時

### 記録
NPB
- 初登板：2012年8月5日、対広島東洋カープ13回戦（MAZDA Zoom-Zoom スタジアム広島）、7回裏に2番手で救援登板、1回3失点（自責点2）
- 初奪三振：同上、7回裏に堂林翔太から見逃し三振

### 独立リーグでの投手成績
| 年 度     | 球 団     | 登 板 | 完 投 | 勝 利 | 敗 戦 | セ 丨 ブ | 勝 率 | 打 者 | 投 球 回 | 被 安 打 | 被 本 塁 打 | 与 四 球 | 与 死 球 | 奪 三 振 | 暴 投 | ボ 丨 ク | 失 点 | 自 責 点 | 防 御 率 | W H I P |
| --------- | --------- | ----- | ----- | ----- | ----- | -------- | ----- | ----- | -------- | -------- | ----------- | -------- | -------- | -------- | ----- | -------- | ----- | -------- | -------- | ------- |
| 2010      | 群馬      | 10    | 0     | 1     | 2     | 0        | .333  | 62    | 14.2     | 10       | 0           | 2        | 2        | 11       | 0     | 0        | 7     | 2        | 1.23     | 0.82    |
| 2014      | 群馬      | 17    | 0     | 4     | 4     | 1        | .500  | 253   | 58.0     | 51       | 0           | 26       | 8        | 56       | 2     | 0        | 26    | 16       | 2.48     | 1.33    |
| 通算：2年 | 通算：2年 | 27    | 0     | 5     | 6     | 1        | .455  | 315   | 72.2     | 61       | 0           | 28       | 10       | 67       | 2     | 0        | 33    | 18       | 2.24     | 1.23    |

### 背番号
- 19 （2010年）
- 116 （2011年 - 2012年7月23日）
- 95 （2012年7月24日 - 2013年）
- 43 （2014年）

### 登場曲
- 「Si No Le Contesto」Plan B（2011年）
- 「Sexo, Sudor y Calor (feat. Ñejo & Dalmata（英語版）)」J Alvarez（英語版）（2012年）
- 「Hay Algo Que Me Gusta De Ti ( OFFICIAL REMIX )」Wisin & Yandel（英語版） Ft. Chris Brown & T-Pain（2013年）